# Insulaplectron spinosum
Insulaplectron spinosum är en insektsart som beskrevs av Richards, A.M. 1970. Insulaplectron spinosum ingår i släktet Insulaplectron och familjen grottvårtbitare. Inga underarter finns listade i Catalogue of Life.